# ناراوالا
ناراوالا (انگلیسی: Narawala) یک منطقهٔ مسکونی در سری‌لانکا است که در استان جنوبی (سری‌لانکا) واقع شده‌است.